# コナースビル駅
コナースビル駅（英語：Connersville Station）は、インディアナ州コナースビル イースタン・アヴェニュー1012にある駅。

## 利用可能な鉄道路線／列車
アムトラックの停車する列車は下記の通り。
シカゴとワシントン間の夜行長距離列車カーディナル号… 週3往復停車